# ديفيد بودن
ديفيد بودن (26 نوفمبر 1970 في المملكة المتحدة - ) (بالإنجليزية: David Boden)‏ هو لاعب كريكت بريطاني. لعب مع نادي مقاطعة ميدلسكس للكريكت ‏ ونادي مقاطعة غلوستر للكريكت ‏ ونادي مقاطعة ساسكس للكريكت ‏ ونادي مقاطعة شروبشاير للكريكت ‏ ونادي مقاطعة ستافوردشاير للكريكت ‏.

## وصلات خارجية
- ديفيد بودن على موقع إي آس بي آن كريك إنفو (الإنجليزية)